# Grzegorz IV (patriarcha Aleksandrii)
Grzegorz IV – prawosławny patriarcha Aleksandrii w latach 1398–1412.